# Kvalspelet till Svenska cupen i fotboll 1997/1998
Kvalspelet till Svenska cupen i fotboll 1997/1998 bestod av två kvalomgångar med lag från division 3 och neråt samt vissa lag från division 3.